# Spentrup Kirke
Spentrup Kirke er sognekirken i Spentrup Sogn i Randers Nordre Provsti, Århus Stift. Spentrup ligger nord for Randers i Randers Kommune, indtil Kommunalreformen i 2007 lå den i Purhus Kommune, og indtil Kommunalreformen i 1970 lå den i Nørhald Herred i Randers Amt).
Kor og skib er opført i romansk tid af tilhugne granitkvadre over karnisprofileret sokkel. Skibet er blevet forlænget mod vest i senromansk tid. Tårnet blev opført i sengotisk tid, våbenhuset stammer fra 1800-tallet. I nordmuren er de romanske vinduer stadig i brug. Et tilmuret romansk vindue kan ses i korets østmur. Norddøren er tilmuret men kan stadig ses. Syddøren er stadig i brug, den er retkantet med bueslag og skråkantkragsten.
Den romanske korbue med skråkantprofilerede kragsten er bevaret. Krydshvælvene i kor og skib blev formodentlig indbygget i sengotisk tid, samtidig med opførelsen af tårnet. Den store granitfont på lav fod stammer fra romansk tid. Altertavlen og prædikestolen er skåret af Laurids Jensen Essenbæk 1706. Skibsmodellen af Tordenskjold blev skænket af Steen Steensen Blicher i 1838. Han var præst ved kirken 1825-47 og boede i den nærliggende præstegård og ligger begravet på kirkegården.
Kalkmalerierne i korbuen og på triumfvæggen er fra omkring 1200. De blev afdækket i 1882 og restaureret af arkæologen Jacob Kornerup i 1886. Kalkmalerikonservator Egmont Lind genrestaurerede dem i 1932. I korbuen mod nord ses Maria og apostlen Johannes, Maria vrider hænderne i sorg, Johannes har hånd under kind (=sorg), dette er en normal korsfæstelsesikonografi, men korset mangler, det har været i korbuen. Gregor skriver, at Maria og Johannes ved korset kan opfattes som Ecclesia og Synagoga (kirken og synagogen). I toppen ses Kristuslammet med korsglorie. Lammet har horn, hvilket er sjældent. Mod syd Synagoga (Longinus), som stikker lansen i lammet, hun har bind for øjnene, de ukloge/onde kunne ikke se, men var dermed også uskyldige, de vidste ikke, hvad de gjorde Lukas 23,24). Til højre står Ecclesia og samler blodet op i en kalk. Med denne handling, som refererer til nadveren, skabes kirken. Ecclesia træder på en slange, dvs. træder det onde under fode. Dragterne er fornemme og fint udført.
På triumfvæggen ses fragmenter af en dommedagsfremstilling. Over korbuen ses rester af den tronende Kristus i mandorla, mandelformet omrids rundt om kroppen. Mod nord ses en dommedagsengel med basun og Peter med nøgle, mod syd ses en perspektivisk bort samt et par hoveder. På nordvæggen ses rester af en frise, man kan se en bordscene og en hund, muligvis kunne det være Lazarus ved den rige mands bord. Kalkmalerierne på triumfvæggen og nordvæggen blev afdækket i 1960, de er formodentlig samtidige med korbuens kalkmalerier.

## Galleri
| - Kalkmalerier - Triumfvæg mod nord - Korbue, Ecclesia og Synagoga |

| - Skib med kirkeskib - Skib mod øst - Kirkeskib skænket af Blicher 1838 |